# Hogna fraissei
Hogna fraissei là một loài nhện trong họ Lycosidae.
Loài này thuộc chi Hogna. Hogna fraissei được Ludwig Carl Christian Koch miêu tả năm 1882.